# International Journal of Biological Sciences
 (novembre 2022).
L'International Journal of Biological Sciences (en français Revue internationale des sciences biologiques) est une revue scientifique à comité de lecture en libre-accès publiée par Ivyspring International Publisher. Elle publie des articles originaux, des recensions et des communications de recherche dans tous les domaines de la biologie. Les articles sont archivés dans PubMed Central. L'éditeur-en-chef actuel est Chuxia Deng (Instituts Américain de la Santé, Université de Macao).

## Résumé et indexation
La revue est résumée et répertoriée dans différentes bases de données : 
- MEDLINE/PubMed,
- Science Citation Index Expanded
- Current Contents/Life Sciences,
- Current Contents/Clinical Medicine,
- Biological Abstracts
- BIOSIS Previews
- The Zoological Record
- EMBASE
- Chemical Abstracts
- CAB International
- Scopus

## Facteur d'impact
Selon le Journal Citation Reports, cette revue avait en 2011 un facteur d'impact de 2,699.